# 重離子

重離子（heavy ion）泛指所有质量比氦原子核大（即质量数大于4）的离子。簡單的說就是比氦原子大的原子核或離子（像是碳、矽、鎢、金、鉛或鈾等的原子核）。在核子物理學中，重離子通常用來製造更重的元素或核素，像是以钙-48轟擊锎-249的原子核，就有機會產生超重元素鿫。